# Petar Radenković
Petar Radenković, szerbül: Петар Paдeнкoвић (Belgrád, 1934. október 1. –) olimpiai ezüstérmes jugoszláv válogatott szerb labdarúgó, kapus.

## Pályafutása

### Klubcsapatban
1952-ben a Crvena zvezda, 1952 és 1960 között az OFK Beograd játékosa, ahol két jugoszlávkupa-győzelmet ért el. 1961–62-ben a nyugatnémet Wormatia Worms, 1962 és 1972 között az 1860 München labdarúgója volt. A müncheni csapattal egy-egy nyugatnémet bajnoki címet és kupagyőzelmet ért el. Tagja volt az 1964–65-ös idényben KEK-döntős csapatnak.

### A válogatottban
1956-ban három alkalommal szerepelt a jugoszláv válogatottban. Tagja volt az 1956-os melbourne-i olimpián ezüstérmes csapatnak.

## Sikerei, díjai
Jugoszlávia
- Olimpiai játékok
  - ezüstérmes: 1956, Melbourne

 OFK Beograd
- Jugoszláv kupa
  - győztes (2): 1953, 1955

 1860 München
- Nyugatnémet bajnokság (Bundesliga)
  - bajnok: 1965–66
  - 2.: 1966–67
- Nyugatnémet kupa (DFB-Pokal)
  - győztes: 1964
- Kupagyőztesek Európa-kupája (KEK)
  - döntős: 1964–65

## Statisztika

### Mérkőzései a jugoszláv válogatottban
| Jugoszlávia | Jugoszlávia        | Jugoszlávia                            | Jugoszlávia      | Jugoszlávia | Jugoszlávia | Jugoszlávia          | Jugoszlávia | Jugoszlávia |
| #           | Dátum              | Helyszín                               | Hazai            | Eredmény    | Vendég      | Kiírás               | Gólok       | Esemény     |
| ----------- | ------------------ | -------------------------------------- | ---------------- | ----------- | ----------- | -------------------- | ----------- | ----------- |
| 1.          | 1956. november 28. | Melbourne, Olimpiai Park Stadion (AUS) | Egyesült Államok | 1 – 9       | Jugoszlávia | olimpiai negyeddöntő | -           |             |
| 2.          | 1956. december 8.  | Melbourne, Melbourne CG (AUS)          | Szovjetunió      | 1 – 0       | Jugoszlávia | olimpiai döntő       | -           |             |
| 3.          | 1956. december 23. | Jakarta, Senayan Stadion               | Indonézia        | 1 – 5       | Jugoszlávia | barátságos           | -           |             |
|             | Összesen           |                                        |                  | 3           | mérkőzés    |                      | 0           | gól         |

## További információ
- Petar Radenković az Internet Movie Database-ben (angolul)